# Peter Rusnák
Peter Rusnák (ur. 6 września 1950 w Humenném) – słowacki duchowny katolicki rytu bizantyjskiego, eparcha bratysławski kościoła obrządku bizantyjsko-słowackiego od 2008, administrator apostolski sede vacante archieparchii preszowskiej od 2022.

## Życiorys

### Prezbiterat
16 czerwca 1987 otrzymał święcenia kapłańskie i został inkardynowany do eparchii preszowskiej. Po krótkim stażu wikariuszowskim został ojcem duchownym preszowskiego seminarium, zaś w 1995 objął funkcję protosyncela oraz kanclerza kurii. W latach 1998–2008 pracował duszpastersko kolejno w Preszowie oraz Bratysławie.

### Episkopat
30 stycznia 2008 został mianowany przez Benedykta XVI pierwszym ordynariuszem nowo powstałej eparchii bratysławskiej. Sakry biskupiej udzielił mu 16 lutego 2008 kard. Jozef Tomko.
25 kwietnia 2022 papież Franciszek mianował go administratorem apostolskim sede vacante archieparchii preszowskiej.